# Hippocampus comes
Hippocampus comes är en fiskart som beskrevs av Theodore Edward Cantor 1849. Hippocampus comes ingår i släktet sjöhästar och familjen kantnålsfiskar. IUCN kategoriserar arten globalt som sårbar. Inga underarter finns listade i Catalogue of Life.